# 내부 게이트웨이 라우팅 프로토콜
내부 게이트웨이 라우팅 프로토콜(영어: Interior Gateway Routing Protocol, IGRP)은 시스코사가 발명한 거리 벡터 내부 게이트웨이 프로토콜(IGP)이다. 자율 시스템 내의 라우팅 데이터를 교환할 목적으로 라우터가 사용한다.
IGRP는 사유 프로토콜이다. IGRP는 대형 망에서 사용할 때 RIP의 제약(최대 홉 수가 15개, 하나의 라우팅 메트릭)을 부분적으로나마 극복할 목적으로 만들어졌다. IGRP는 대역폭, 지연, 부하, MTU, 신뢰성을 포함하여 개별 경로에 여러 개의 메트릭을 지원한다. 두 개의 경로를 비교하기 위해 이 메트릭들은 미리 설정된 상수들을 사용하여 수정할 수 있는 공식을 이용하여 하나의 메트릭으로 병합된다. IGRP 라우티드 패킷의 최대 홉 수는 255 (기본값 100)이며 라우팅 업데이트는 (기본값으로) 90초마다 브로드캐스트된다. IGRP는 통신을 위해 프로토콜 번호 9를 사용한다.
IGRP는 클래스가 있는 라우팅 프로토콜로 간주된다. 이 프로토콜이 서브넷 마스크를 위한 공간이 없기 때문에 라우터는 동일 클래스 A, 클래스 B, 클래스 C 네트워크 안의 모든 서브네트워크 주소들이 인터페이스에 구성된 서브넷 마스크와 동일한 서브넷 마스크를 소유하고 있는 것으로 추측한다. 이는 VLSM(가변 서브넷 마스크)를 사용할 수 있는 클래스 없는 라우팅 프로토콜과 대비된다.

## 같이 보기
- EIGRP

## 참조
1. ↑  Cisco Systems 보관됨 2014-01-06 - 웨이백 머신 Configuring IGRP
2. ↑  “Assigned Internet Protocol Numbers”. Internet Assigned Numbers Authority (IANA). 2013년 6월 18일에 확인함.